# 十三日町
十三日町（じゅうさんにちまち）は、八戸中心市街地を構成する街区の一つ。青森県八戸市の地名。郵便番号031-0042。

## 地理
八戸市中心市街地に位置し、チーノはちのへ、ヴィアノヴァ、三春屋などを中心に商業施設が立地している。表通り（国道340号）であり、八戸市のメインストリートにあたる。北に番町、東に三日町、南に十六日町、西に廿三日町に面している。鉄道の駅はない。

## 歴史
盛岡藩時代の1629年（寛政6年）頃、根城城下の町家が移転されて十三日町がつくられた。藩政時代は、八戸城下町の中央部に位置する町人町だった。当時は、現在の三日町及び、廿三日町と同じように「上町（かみちょう）」または、「根城町」と言われていた。

### 地名の由来
十三日町は市が開かれた日付に由来している。商人の町として江戸時代から栄えていた。

## 施設
商業施設
- ヴィアノヴァ
- チーノはちのへ
- 三春屋（中合三春屋店）
- まちの駅はちのへ（2010年10月1日付けで三日町より移転）

金融機関
- 岩手銀行十三日町支店（いわぎんローンプラザ八戸 - ローン専門店）

## ギャラリー

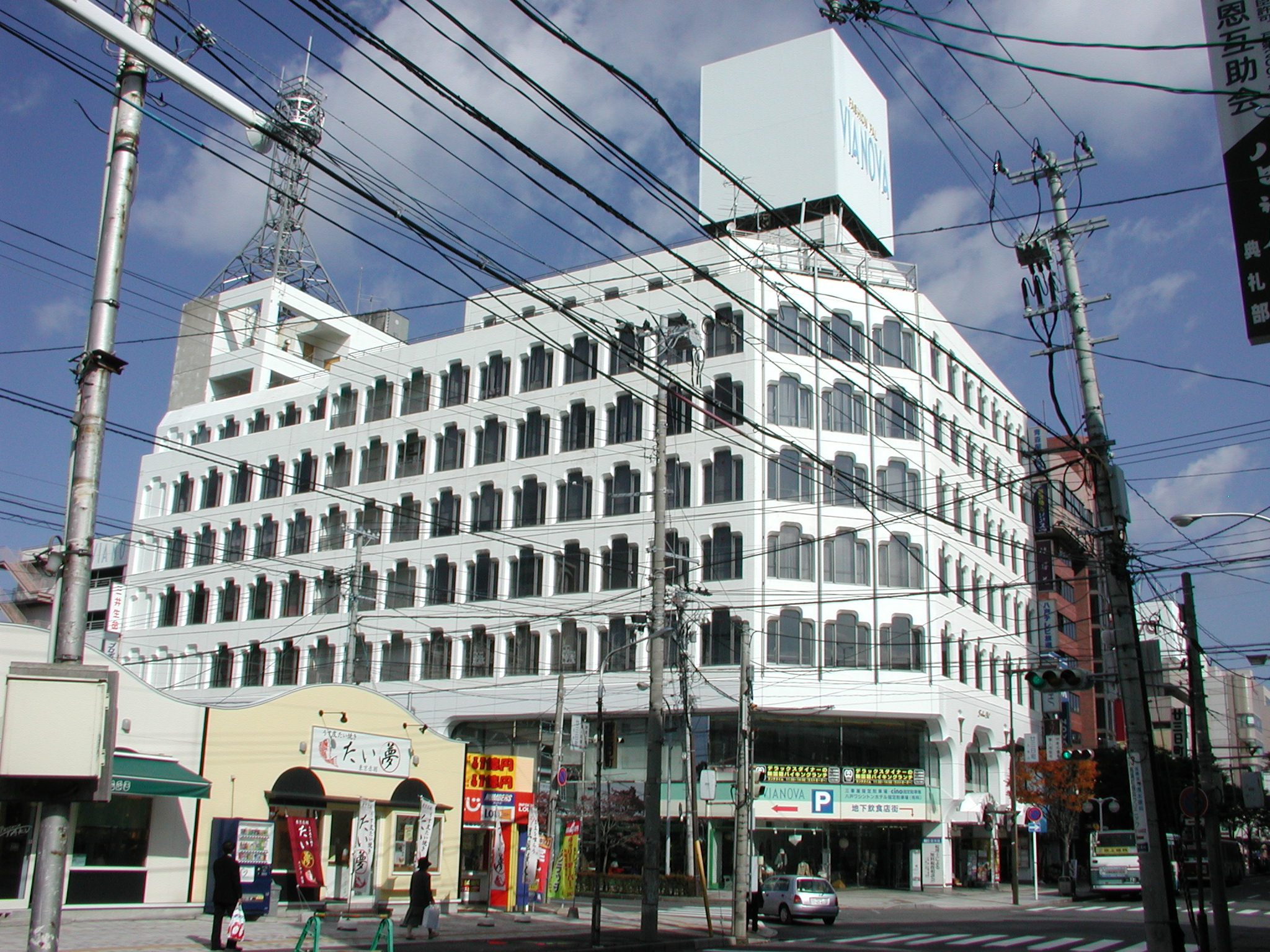
ヴィアノヴァ（2007年10月）
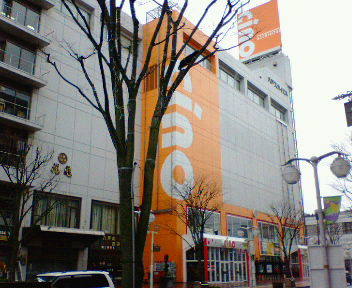
チーノはちのへ（2007年4月）
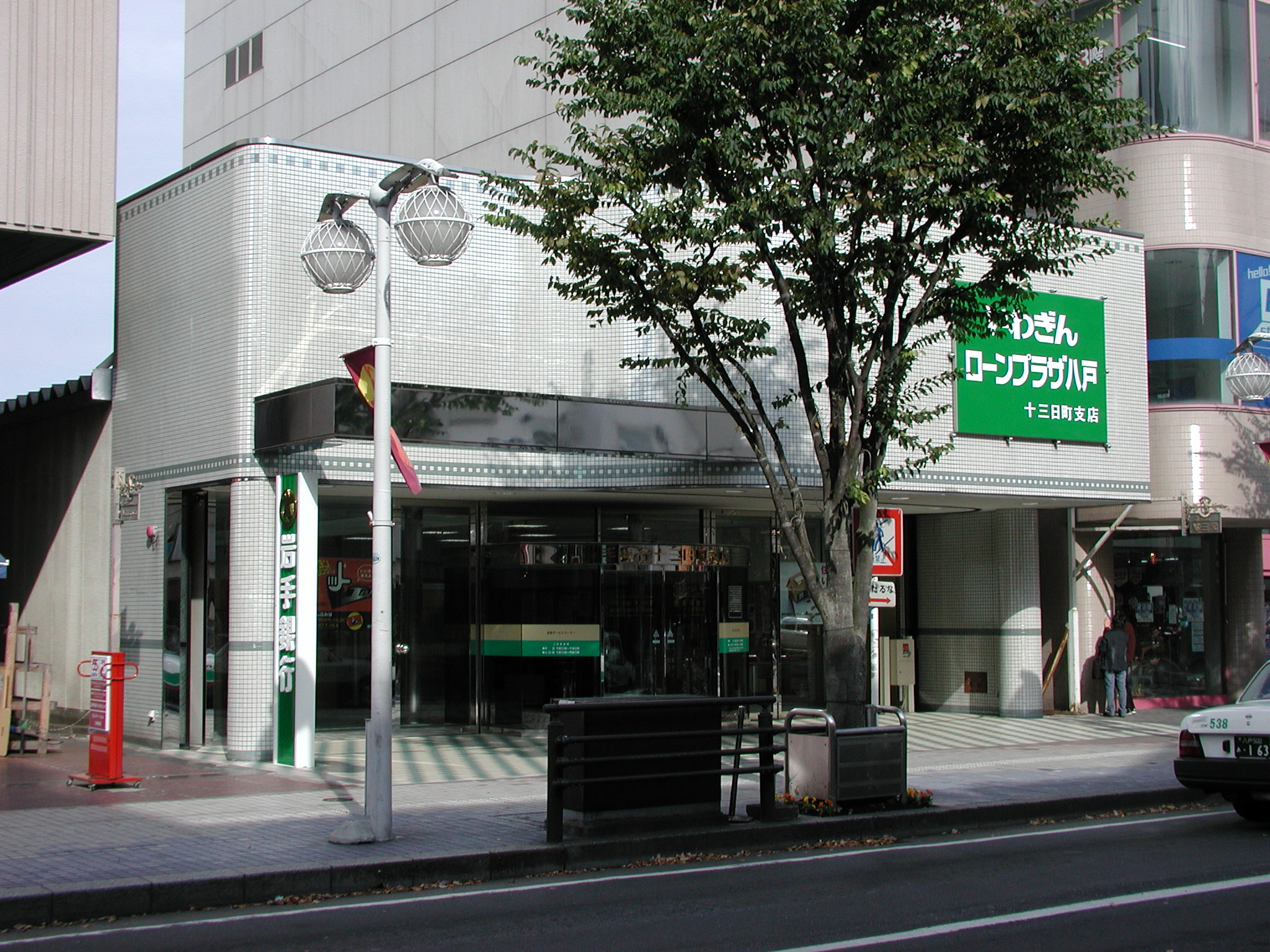
いわぎんローンプラザ八戸（2007年11月1日の開店日当日にて）
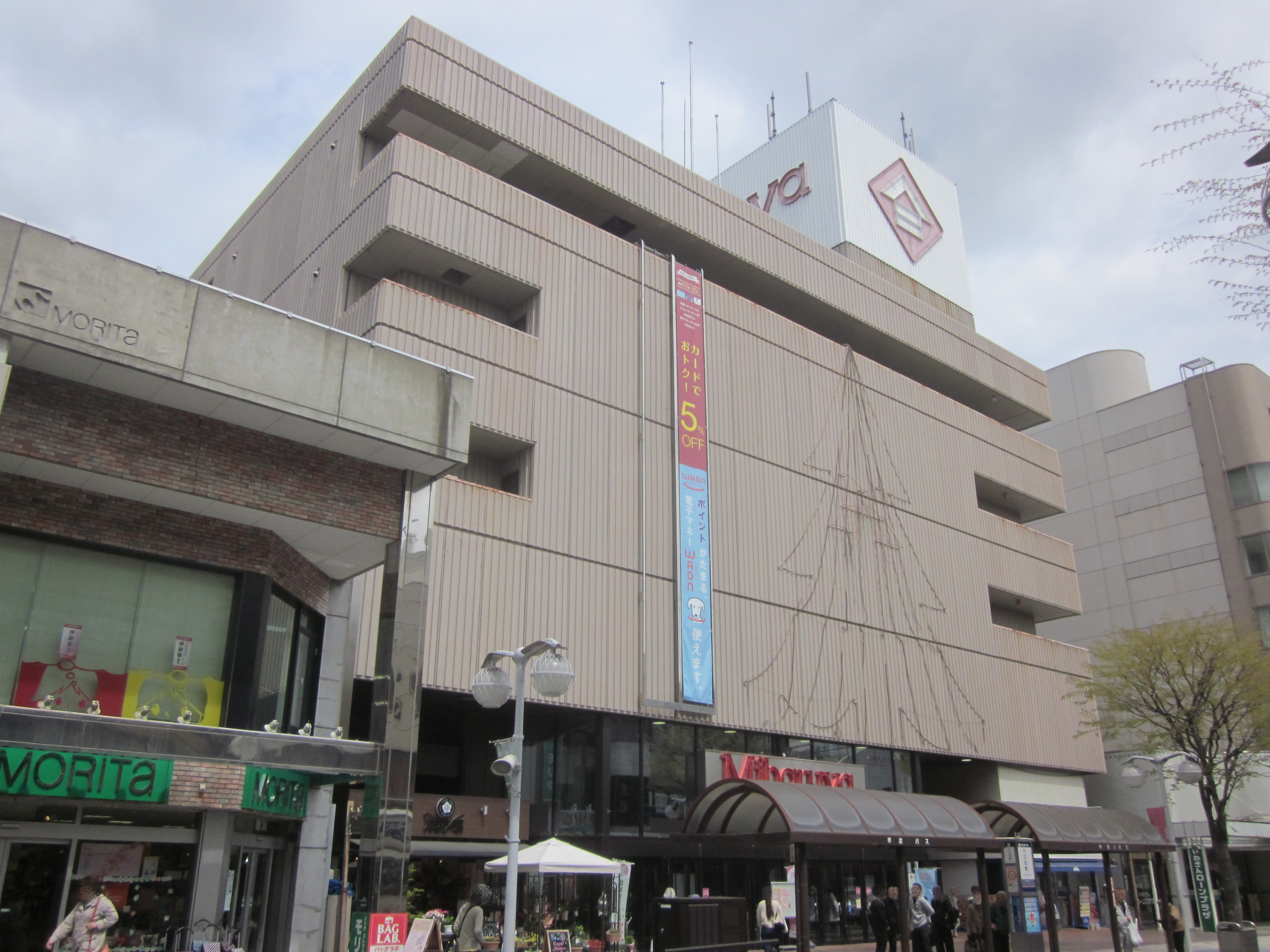
中合三春屋店（2017年4月）
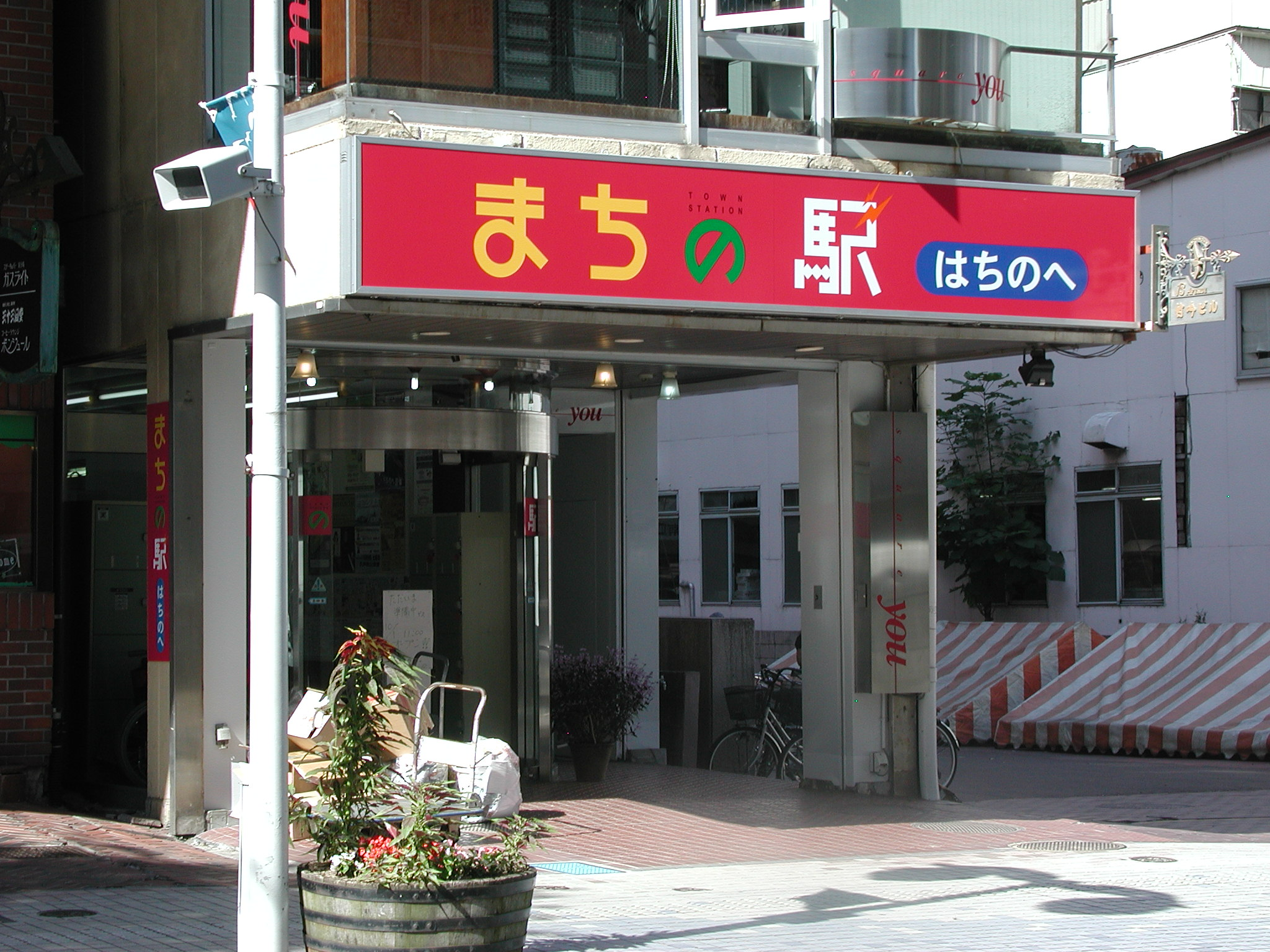
まちの駅はちのへ（2010年9月）

## 出身・ゆかりのある人物
- 橋本定五郎（医師、埼玉県川越市長）[4]